# Palazzo Romano Colonna
Il Palazzo Romano Colonna è un edificio di valore storico e architettonico di Napoli, ubicato in via Egiziaca a Pizzofalcone nel quartiere San Ferdinando.

## Storia e descrizione
Questo palazzo venne costruito nel corso del XVI secolo. Nel 1596 il capitano nobiluomo Alonso De Carlos comprò l'edificio con il giardino per poi venderlo nel 1619 a Don Hernando Fasciardo, la cui moglie dopo la sua morte lo donò in eredità al Monastero di Santa Maria di Monteoliveto e nel 1689, quando Antonio Galluccio pubblicò la relazione censuaria sulle proprietà della collina di Pizzofalcone, risultava ancora di tale monastero come dimora privata dell'abate Giacinto Tocco.
Il nome datogli in questa sede deriva però dai fratelli Luigi e Cherubino Romano Colonna che ne erano i proprietari ai tempi del Catasto provvisorio del 1815 voluto dal re Gioacchino Murat.
Il palazzo si eleva di cinque piani su via Egiziaca a Pizzofalcone. Il primo piano, che era quello nobile, presenta le cornici delle finestre in piperno e al suo interno ha un vasto salone sul cui soffitto vi è un'incartata settecentesca perfettamente conservata.
Superato il portale in piperno possiede una struttura in asse fatta dall'androne, dal primo cortile, alla cui sinistra vi è la scala, da un doppio sottopassaggio e infine da un secondo cortile.
Nel 2022 è stato portato a termine il restauro dei prospetti esterni che sono stati poi ritinteggiati di giallo.